# Calamaro querido! (Cantando al salmón)
Calamaro querido! (Cantando al salmón) es un disco homenaje al cantautor argentino Andrés Calamaro.
Producido en el año 2006, contiene canciones de Calamaro interpretadas por otros artistas reconocidos de la talla de León Gieco, Joaquín Sabina, Fito Páez, Vicentico, Fabiana Cantilo y Litto Nebbia. Un dato aparte es que en este disco volvieron a tocar juntos los integrantes del separado grupo argentino Los Fabulosos Cadillacs, reunidos especialmente para la ocasión.
El álbum se constaba de un CD con dieciséis (16) canciones y de la edición de un CD doble por separado, con un total de veinticinco (25) canciones.

## Lista de canciones

### Lista de canciones en un CD[2]
Calamaro querido! [Cantando al salmón]
| N.º | Título                                   | Escritor(es)                                 | Intérprete                | Duración |  |
| 1.  | «Sin documentos»                         | Andrés Calamaro                              | Julieta Venegas           | 3:50     |  |
| 2.  | «Palabras más, palabras menos»           | Andrés Calamaro                              | El Canto del Loco         | 4:01     |  |
| 3.  | «Todavía una canción de amor»            | Andrés Calamaro - Joaquín Sabina             | Joaquín Sabina            | 4:47     |  |
| 4.  | «Mi enfermedad»                          | Andrés Calamaro                              | Pereza                    | 3:32     |  |
| 5.  | «Por mirarte»                            | Andrés Calamaro                              | Diego Torres              | 3:38     |  |
| 6.  | «La parte de adelante»                   | Andrés Calamaro                              | Los Fabulosos Cadillacs   | 4:35     |  |
| 7.  | «No me pidas que no sea un inconsciente» | Andrés Calamaro - Marcelo Scornik            | Niña Pastori              | 3:30     |  |
| 8.  | «Te quiero igual»                        | Andrés Calamaro - Claudio Ponieman           | Kevin Johansen            | 3:59     |  |
| 9.  | «Para no olvidar»                        | Andrés Calamaro                              | Vicentico                 | 4:34     |  |
| 10. | «Los aviones / Alfonsina y el mar»       | Andrés Calamaro / Ariel Ramírez - Félix Luna | Javier Calamaro           | 3:34     |  |
| 11. | «Media Verónica»                         | Andrés Calamaro                              | Pedro Aznar               | 4:14     |  |
| 12. | «La libertad»                            | Andrés Calamaro - Augusto "Gringui" Herrera  | Fabiana Cantilo           | 3:20     |  |
| 13. | «A los ojos»                             | Andrés Calamaro - Ariel Rot                  | Bahiano                   | 4:09     |  |
| 14. | «Flaca»                                  | Andrés Calamaro                              | Los Pericos               | 3:40     |  |
| 15. | «Algún lugar encontraré»                 | Andrés Calamaro                              | León Gieco                | 4:43     |  |
| 16. | «Cartas sin marcar»                      | Andrés Calamaro - Ariel Rot                  | Los Auténticos Decadentes | 3:35     |  |

### Lista ampliada de canciones en dos CD[3][4]
Calamaro querido! [Cantando al salmón] 1
| N.º   | Título                         | Escritor(es)                                | Intérprete                | Duración |  |
| 1.    | «La parte de adelante»         | Andrés Calamaro                             | Los Fabulosos Cadillacs   | 4:35     |  |
| 2.    | «Palabras más, palabras menos» | Andrés Calamaro                             | El Canto del Loco         | 4:01     |  |
| 3.    | «La libertad»                  | Andrés Calamaro - Augusto "Gringui" Herrera | Fabiana Cantilo           | 3:20     |  |
| 4.    | «Alta suciedad»                | Andrés Calamaro                             | Árbol                     | 2:41     |  |
| 5.    | «Crímenes perfectos»           | Andrés Calamaro                             | Fito Páez                 | 3:43     |  |
| 6.    | «A los ojos»                   | Andrés Calamaro - Ariel Rot                 | Bahiano                   | 4:09     |  |
| 7.    | «Te quiero igual»              | Andrés Calamaro - Claudio Ponieman          | Kevin Johansen            | 3:59     |  |
| 8.    | «Sin documentos»               | Andrés Calamaro - Augusto "Gringui" Herrera | Muchachito Bombo Infierno | 3:13     |  |
| 9.    | «Por mirarte»                  | Andrés Calamaro                             | Diego Torres              | 3:38     |  |
| 10.   | «Mi enfermedad»                | Andrés Calamaro                             | Pereza                    | 3:32     |  |
| 11.   | «Mil horas»                    | Andrés Calamaro                             | Los Tipitos               | 3:30     |  |
| 12.   | «Buena suerte»                 | Andrés Calamaro - Ariel Rot                 | Iván Noble                | 4:20     |  |
| 45:00 |                                |                                             |                           |          |  |

Calamaro querido! [Cantando al salmón] 2
| N.º   | Título                                   | Escritor(es)                                 | Intérprete                | Duración |  |
| 1.    | «Sin documentos»                         | Andrés Calamaro                              | Julieta Venegas           | 3:50     |  |
| 2.    | «Todavía una canción de amor»            | Andrés Calamaro - Joaquín Sabina             | Joaquín Sabina            | 4:47     |  |
| 3.    | «Flaca»                                  | Andrés Calamaro                              | Los Pericos               | 3:40     |  |
| 4.    | «Algún lugar encontraré»                 | Andrés Calamaro                              | León Gieco                | 4:43     |  |
| 5.    | «No me pidas que no sea un inconsciente» | Andrés Calamaro - Marcelo Scornik            | Niña Pastori              | 3:30     |  |
| 6.    | «Para no olvidar»                        | Andrés Calamaro                              | Vicentico                 | 4:34     |  |
| 7.    | «Salud, dinero y amor»                   | Andrés Calamaro - Claudio Ponieman           | Soledad                   | 3:56     |  |
| 8.    | «Me estás atrapando otra vez»            | Julián Infante - Ariel Rot                   | Mancha de Rolando         | 5:24     |  |
| 9.    | «Cartas sin marcar»                      | Andrés Calamaro - Ariel Rot                  | Los Auténticos Decadentes | 3:35     |  |
| 10.   | «Media Verónica»                         | Andrés Calamaro                              | Pedro Aznar               | 4:14     |  |
| 11.   | «Los aviones / Alfonsina y el mar»       | Andrés Calamaro / Ariel Ramírez - Félix Luna | Javier Calamaro           | 3:34     |  |
| 12.   | «Loco por ti»                            | Sergio Makaroff                              | Tabaquito Marroquí        | 2:31     |  |
| 13.   | «Dulce condena»                          | Andrés Calamaro - Ariel Rot                  | Litto Nebbia              | 3:52     |  |
| 53:00 |                                          |                                              |                           |          |  |